# Acalolepta samarensis
Acalolepta samarensis är en skalbaggsart som först beskrevs av Aurivillius 1927.  Acalolepta samarensis ingår i släktet Acalolepta och familjen långhorningar.
Artens utbredningsområde är Filippinerna. Inga underarter finns listade i Catalogue of Life.